# Coenosia montana
Coenosia montana är en tvåvingeart som beskrevs av Shinonaga 2003. Coenosia montana ingår i släktet Coenosia och familjen husflugor. Inga underarter finns listade i Catalogue of Life.